# Hodruša-Hámre
Hodruša-Hámre és un poble i municipi d'Eslovàquia que es troba a la regió de Banská Bystrica. Dona nom al mineral hodrušita.

## Història
La primera menció escrita de la vila es remunta al 1391.

## Demografia
| Godina             | 1994 | 2004   | 2014   | 2024   |
| ------------------ | ---- | ------ | ------ | ------ |
| Nombre de persones | 2399 | 2288   | 2212   | 1992   |
| Diferència         |      | −4,62% | −3,32% | −9,94% |

| Godina             | 2023 | 2024   |
| ------------------ | ---- | ------ |
| Nombre de persones | 1996 | 1992   |
| Diferència         |      | −0,20% |